# 絢香
絢香（1987年12月18日—），是一名日本流行音樂女歌手，出生於大阪府守口市。事務所為个人事务所A station。出道單曲《I believe》在日本Oricon公信榜單曲榜最高排第三位，而此曲的手機鈴聲下載次數在42日內突破100萬次，是日本女歌手史上最快紀錄。配偶為男演員兼作家水嶋斐呂。

## 感情生活
2008年6月，《mini》雜誌策劃了水嶋斐呂和絢香的對談特輯，兩人發現彼此很投緣遂成好友，兩個月後正式開始了交往。2009年4月3日，被報紙報導已於2009年2月22日登記入籍，並於記者會上公佈兩人的喜事之外，也公開絢香有甲狀腺機能亢進的疾病，為了要專心治療疾病，所以將要暫停演藝活動。

## 簡歷

### 中學時代
- 就讀守口市立第四中學校第2學年時（2001年），與同學（擔任鍵盤手）組成主唱+鍵盤手2人組合「aporon」[1][2][3][4]，於學校文化祭時演唱平井堅的「Love Love Love」而獲得極大好評，因此決心朝歌手方向努力[5]。

### 高中時代
- 2003年4月進入「大阪府立門真浪速高等學校（日语：大阪府立門真なみはや高等学校）」就讀，以aporon這個組合於同年8月開始每月一次於大阪市內的Live House演出，翻唱Mr.Children、Dreams Come True等歌曲[5]。隨後於「TEENS' MUSIC FESTIVAL 2003」的關西・沖繩大會獲得獎勵賞[6]。
- 同年冬天，因為從音樂課學習到歌曲作詞而產生興趣，開始獨自學習作詞作曲[5]。最早獨自創作詞曲的歌曲為「message」[2]。
  - aporon的現場演奏吸引了某位住在大阪府之音樂製作自願工作者（以下簡稱「M氏」）的目光，於高中2年級（2004年）4月開始，M氏免費製作並錄製「message」這首歌[7]。（當時、aporon原創曲包含「message」在內只有3首[7]。此外錄製「message」的時候aporon加入了吉他成為3人組合[4]。）
- 2004年5月，完成「message」錄音的同時，一直支持絢香單飛出道M氏介紹絢香給西尾芳彥，帶著剛完成的「message」音源，與M氏一起至福岡與西尾氏會面[8]。因此機緣，開始一個人至西尾氏擔任塾長的「音樂塾Voice」學習（位於福岡市的音樂學校、YUI也是此學校出身。兩人曾同台演出）[2]。在每週末大阪－福岡間來回的辛苦行程與西尾氏的指導下，開始樂曲的創作活動[5]。
- 不久後aporon帶著自創曲「message」於「TEENS' MUSIC FESTIVAL 2004」關西・沖繩大會同時獲得三個獎項[6]，隨後並於全國大會（2004年11月21日澀谷公會堂）獲得「選考員特別賞」[9]。在此全國大會的最後演奏後，aporon解散[4]。
- 之後，絢香開始個人活動，透過音樂塾Voice製作的試聽帶進入了音樂業界，以「唱功媲美宇多田光、作曲媲美鬼束千尋、作詞媲美aiko」的評價形成話題。經過數家公司的爭奪，最後由華納唱片獲得契約[3][10][11]。
- 2005年6月單身赴東京[5]。
- 自同年夏天開始，以澀谷地區的Live House為中心，在東京進行充滿活力的現場演唱活動，她具有壓倒性的現場演唱功力，在各音樂媒體關係者間得到廣泛的討論。[5]。
- 11月10日，在華納唱片舉辦的國際演出活動Heat Seekers Live Performance中擔任壓軸演出[12]，美國華納唱片CEO Lyor Cohen給予「繼瑪麗亞·凱莉、宇多田光後，一生中遇到第三位具有才能的人」的評價，在絢香的演出之後，起立鼓掌並大力稱讚「必定會紅遍世界」。專業音樂頻道MTV的亞洲總裁Mishal Varma也給予「歌唱實力驚人」的評價，同時決定在亞洲10國大量播放絢香的歌曲[10][13]。
- 12月、「三日月（NHK總合頻道主題曲）在亞洲各國開放網路下載。

### 2006年
- 1月15日「I believe」的手機鈴聲下載開始，並成為電視連續劇「輪舞曲」（TBS系）的主題曲，從此知名度一夕上升。
- 2月1日出道曲「I believe」開始發售。
- 在2月6日的oricon週排行榜，「I believe」首次進榜第3名，這是首次有女性創作歌手出道曲進入前3名，也是繼2001年11月中島美嘉的『STARS』以來，J-POP系女性歌手出道曲首次進榜前3名。
- 2月3日於電視節目「Music Station」（朝日電視台系）首次演出，獲得相當的好評，因此在3月3日再次演出。

- 2月26日「I believe」的手機鈴聲下載次數突破100萬次。自1月15日起，在42日內手機鈴聲下載次數突破100萬次，是日本女創作歌手史上最快紀錄。
- 3月自高中畢業.
- 5月本身首次全國巡迴演唱開始。
- 5月10日巡迴演唱會開始的同時，發行了限定發行5萬張的第2張單曲CD「melody～SOUNDS REAL～」。
- 5月26日於澁谷O-EAST舉行個人巡迴演唱的最終公演，實況影像透過「Qlick.TV」免費手機網站在手機上做即時現場轉播，成為史上首次嘗試經由au、DoCoMo、Vodafone等日本全電信業者一同完整現場轉播的演唱會。
- 7月19日第3張單曲「Real voice」發行。
- 9月27日第4張單曲「三日月」發行，於次週的oricon週排行榜首次進榜便獲得第1名，在2006年出道的日本藝人中，繼KAT-TUN、Kaoru Amane之後，第3組獲得單曲排行第1的藝人。
- 10月在美國舉行的國際滑冰聯盟花樣滑冰大獎賽美國站中，花式滑冰選手安籐美姬以「I believe」英文版曲作為出賽曲目，這英文版歌曲是應安籐的要求，由絢香重新填詞錄製，並沒有發行的打算。
- 11月1日第1張專輯「First Message」發行，次週的oricon週排行榜首次進榜便獲得第1名，單曲與專輯皆獲得第一名，在新進女性藝人中是罕見的例子。
- 11月18日全國巡迴演唱「First Message」開始。
- 12月16日於第39屆日本有線大獎中獲得最優秀新人賞。
- 12月30日於第48屆日本唱片大獎中獲得最優秀新人賞。
- 12月31日首次參加第57回NHK紅白歌合戰，演唱曲目為「三日月」。

### 2007年
- 2月28日與可苦可樂合作之特別組合「絢香×可苦可樂」的合作樂曲「WINDING ROAD」CD化並發行。與可苦可樂同一個唱片公司，因在「Music Fair」與「Music Lovers」兩個節目共同演出而感到意氣投合，共同在錄音室經過12小時製作的歌曲。
- 3月13日獲得日本金唱片大獎（日本ゴールドディスク大賞）頒發New Artist of The Year獎（ニュー・アーティスト・オブ・ザ・イヤー）
- 3月25日在日本東京舉辦的2007年世界花樣滑冰錦標賽的Exhibition項目中，為了花式滑冰選手安籐美姬的演出，現場伴唱「I believe」這首歌曲，之後並為了安可表演，現場演唱「三日月」。
- 5月16日～6月27日將進行第三次巡迴演唱「Peace loving people」。
- 7月4日第5張單曲「Jewelry day」發行。「Jewelry day」為6月份上映的電影的主題曲。
- 9月5日第6張單曲「CLAP & LOVE / Why」發行。「Why」為「核心危機：最終幻想VII」的主題曲。
- 12月20日第一次在日本武道館舉辦現場演唱會。
- 12月30日獲得第49届日本唱片大獎金獎，獲獎曲目為Jewelry day。
- 12月31日再度參加第58回NHK紅白歌合戰，曲目為Peace loving people。

### 2008年
- 2月29日自己主辦的音樂活動「POWER OF MUSIC」開辦。
- 3月5日第7張單曲發行。為多啦A夢劇場版《大雄與綠之巨人傳》的主題曲。
- 5月14日第8張單曲發行。「おかえり」為「絕對達令」的主題曲。
- 6月25日第2張專輯「Sing to the Sky」發行。
- 12月31日第三次參加第59回NHK紅白歌合戰，曲目為。

### 2009年
- 1月8日 best artist中當選，演唱歌曲
- 2月22日與水嶋斐呂結婚
- 4月3日有報紙報導水鳩因為想照顧生病的絢香，因此，兩人于TBS電視臺宣佈已於2月22日入籍，及澄清並未懷孕。同時披露了自己患有甲狀腺機能亢進的疾病的事實，她將以結婚為契機，年終暫時引退治病的計劃。
- 4月22日第9張單曲發行。
- 7月8日第10張單曲發行。
- 8月15日出席J-WAVE LIVE 2000+9，並演唱七首歌曲。
- 8月22日原定舉辦，但絢香當日因甲狀腺機能亢進而身體感到不適，病情開始惡化，故取消當日演出，另安排於10月10日演出。
- 9月23日推出出道以來的第一張BEST ALBUM「ayaka's History 2006-2009」，此為絢香生涯第一樂章的結末。
- 10月10日舉辦。
- 11月18日於大阪城HALL舉辦「MTV Unplugged ayaka」。為活動停止前最後一場個人單獨演唱會。[14]
- 12月25日出演music station super live 2009 曲目為「みんな空の下」。
- 12月31日第四次參加第60回NHK紅白歌合戰, 為無限期休養前最後一次現場演出, 演出順位為壓軸前一位（トリ前），曲目為「みんな空の下」。[15][16]

### 2011年
- 10月發表了復出宣言且成立了自主的唱片廠牌「A station」。
- 12月23日於「MUSIC STATION SUPER LIVE 2011」首度在復出後於媒體前演唱。
- 12月31日將於復出後首度參加第62回NHK紅白歌合戰。

### 2012年
- 2月1日發行復出專輯《The beginning》，為絢香生涯的第二樂章首張作品，由avex marketing代理發行。
- 12月12日發行巡迴演唱會《絢香 LIVE TOUR 2012 "The beginning"～開始的時刻～》藍光及DVD。收錄8月8日於武道館的演唱會。

### 2013年
- 2月20日發行睽違三年半的新單曲《Beautiful/小小足跡》[17]。
- 9月4日發行首張翻唱專輯《遊音俱樂部～1st Grade～》[18]。
- 9月5日開始於神戸国際会館舉辦睽違一年的巡迴演唱會「絢香 LIVE TOUR 2013 Fortune Cookie～什麼會跑出來呢!?～」[19]。

### 2016年
- 舉行「10th Anniversary SUPER BEST TOUR」，在さいたまスーパーアリーナ的演出上表示：「我真的好希望能一直唱下去。想要唱到變成老太婆為止，大概八十歲吧？！還能再唱五十年！」[20]
- 12月31日，出演第67回NHK紅白歌合戰

## 作品
| 原創專輯 - 2006：First Message - 2008：Sing to the Sky - 2012：The beginning - 2015：彩虹道路 - 2018：30 y/o | 精選專輯 - 2009：ayaka's History 2006-2009 - 2012：ayaka's BEST -Ballad Collection- 翻唱專輯 - 2013：遊音俱樂部～1st Grade～ - 2020：遊音俱樂部～2nd Grade～ |

### 合作單曲
- 「WINDING ROAD」絢香×可苦可樂　（日 2007年2月28日發行）
- 「あなたと（與你一起）」絢香×可苦可樂　（日 2008年9月24日發行）
2曲皆是日產汽車「cube」廣告曲

## 獲得獎項
2006年
- 第39屆　日本有線大獎 最優秀新人獎
- 第48屆　日本唱片大獎 最優秀新人獎

2007年
- 第21屆　日本金唱片大獎 New Artist of The Year

## 外部連結
- 絢香官網 （页面存档备份，存于）
- ayaka/絢香 （页面存档备份，存于）(WarnerMmusic)
- 絢香Twitter帳號 （页面存档备份，存于）